# Kalcedonsko krščanstvo
Kalcedonsko krščanstvo je izraz, ki se nanaša na veje krščanstva, ki sprejemajo in podpirajo teološke sklepe Kalcedonskega koncila, četrtega ekumenskega koncila, ki je potekal leta 451. Kalcedonsko krščanstvo sprejema kalcedonsko kristološko definicijo, krščanski nauk o združitvi dveh narav, božanske in človeške, v eni hipostazi Jezusa Kristusa, ki je tako priznan kot ena sama oseba (prosopon). Kalcedonsko krščanstvo prav tako sprejema kalcedonsko potrditev nicejsko-carigrajske veroizpovedi, s čimer priznava zavezanost kalcedonizma nicejskemu krščanstvu.
Kalcedonsko kristologijo podpirajo katolištvo, pravoslavje in protestantizem, kar pomeni več kot  95 % krščanskih vernikov.

## Kalcedonska kristologija
Prisotni na koncilu v Kalcedonu so sprejeli trinitarizem in koncept hipostatske unije ter zavrnili arijanstvo, modalizem in ebionizem kot herezije, kar je bilo zavrnjeno tudi na prvem nicejskem koncilu leta 325. Prisotni na koncilu so zavračali tudi kristološke nauke nestorijancev, evtihijcev in monofizitov. 
Kalcedonski nauk o hipostatski zvezi navaja, da ima Jezus Kristus dve naravi, božansko in človeško. Človeška narava je popolna, medtem ko druga ostaja božanska hipostaza. Nauk trdi,  da so narave nepomešane in enoumne, pri čemer je bila Kristusova človeška narava prevzeta ob učlovečenju brez kakršne koli spremembe božanske narave. Navaja tudi, da medtem ko je Jezus Kristus prevzel resnično človeško naravo, telo in dušo, ki bo ostala hipostatsko združena z njegovo božansko naravo za vso večnost, kljub temu ni človeška oseba, saj bi človeška osebnost pomenila drugo ustvarjeno hipostazo, ki obstaja v Jezusu Kristusu in krši enost boga-človeka.  
Hipostatsko unijo kot na eno naravo je približno v tistem času sprejela tudi manjšina rimskega krščanstva. Idejo o eni sami naravi in nekatera navidezna nasprotja v kalcedonskem krščanstvu sta poskušala pojasniti apolinarizem in evtihianizem. 